# سنتس، اسلواکی
سنتس (به مجاری: Szenc) یک شهرک در اسلواکی با جمعیت ۱۵٬۵۴۲ نفر است که در Senec District واقع شده‌است.